# Los Doctrinos
Los Doctrinos es una urbanización situada en el extremo sur del término municipal de la ciudad de Valladolid, España. Inicialmente edificada ilegalmente, el Ayuntamiento de Valladolid rubricó finalmente un acuerdo con los propietarios en 2020 para regularizar la situación de las 62 viviendas en las que residen 38 habitantes censados.

## Historia
La urbanización se sitúa en el extremo sur del término municipal de Valladolid, en la ribera del río Adaja, junto a la carretera CL-610 y al término de Villanueva de Duero, de cuyo casco urbano se encuentra a apenas 4 km. Por el contrario, la plaza mayor de la ciudad vallisoletana dista 17 km.
Sus orígenes se encuentran en los últimos años de la dictadura. Las construcciones se iniciaron próximas al Adaja, en el denominado "sector 47".
La propietaria del suelo, Felicia Olea Alzurena, en el pago de "Los Doctrinos", lo dividió en 58 parcelas de 5000 m² (el equivalente a lo considerado en aquellos años como la unidad mínima de cultivo; es decir, media hectárea). Posteriormente algunas de esas parcelas se fueron subdividiendo hasta llegar a las 90 de la actualidad. La tipología con que se construía se denominaba "chalet campestre". Se dotó de una urbanización elemental: red de agua (que tomaba de un pozo), saneamiento, abastecimiento eléctrico y red de alumbrado. El callejero tomó los nombres de los apóstoles.
En 1982 se propuso la demolición. El concejal de Urbanismo de Valladolid, Manuel González, dijo entonces que "se actuaría con la máxima energía y a llegar hasta la demolición de los chalés edificados", pues las parcelas se hallaban en suelo rústico y no se había tramitado licencia de edificación alguna.
En el Plan General de Ordenación Urbana de 1984 no se dejó fuera de ordenación, sino que se previó su posible legalización. Se calificó como PAU (Programa de Acción Urbanístico), al igual que Fuente Berrocal y Santa Ana.
La edificabilidad que se consideraba era mínima: 0,05 m²/m², con una estimación para albergar 142 viviendas. La presentación de trabajos comenzó en 1991, pero hasta 2001 no se llegó a aprobar el plan parcial. En 2003 se constituyó la Junta de Compensación, pero también se creó una sociedad anónima entre los propietarios, que complicó la gestión, al existir dos entidades paralelas para la gestión del sector.
En 2007 se aprobó un proyecto de actuación y la reparcelación. Algunos propietarios afectados lo denunciaron y plantearon un recurso contencioso-administrativo. En febrero de 2012 se autorizaron otros proyectos de actuación y de urbanización. Sin embargo, el 3 de abril de 2012 fueron anulados por el Tribunal Superior de Justicia de Castilla y León. En 2014 se redactó y aprobó otro proyecto de actuación y un convenio de "monetización" (según el cual la cesión del 15 % del aprovechamiento, que correspondía al Ayuntamiento, que inicialmente debía ser en suelos, se hacía en dinero al no existir suelos disponibles para la cesión). Como consecuencia del convenio los propietarios entregaron al Ayuntamiento 470 000 euros, en función de esa "monetización". No obstante, las alegaciones surgidas ante esta fórmula, provocaron que se abandonara la idea y se paralizara el proceso.
En 2015, tras las elecciones municipales que propiciaron un cambio de signo en el consistorio vallisoletano, se retomaron las negociaciones. Manuel Saravia, teniente de alcalde y concejal del área de urbanismo, recuperó el plan parcial aprobado añadiendo modificaciones para permitir el reconocimiento de lo edificado y una correcta equidistribución. Hubo varias asambleas con los propietarios a las que asistieron técnicos municipales y el propio Saravia.
Se procedió a la redacción de los nuevos instrumentos de planeamiento y entre 2017 y 2018 se aprobó la modificación del Plan. La edificabilidad total se determinó en 19315 m². Un año después, en 2019, se aprobaron inicialmente los nuevos proyectos de actuación y urbanización. Se fijó un nuevo convenio de monetización (que determinó un importe de 532 000 euros totales que habrían de entregar los propietarios). Estos proyectos no recibieron ninguna alegación, tuvieron todos los informes sectoriales precisos y fueron aprobados definitivamente en el mes de febrero de 2020, finalizando el proceso de legalización.
El 4 de junio de 2020 se aprobó de forma definitiva el proyecto de urbanización, que fue publicado en el Boletín Oficial de la Provincia el 12 de junio. Las obras de urbanización se iniciaron a continuación  con un presupuesto total de 2,8 millones de euros.